# Château de Saint-Germain-de-Confolens
Pour les articles homonymes, voir Château Saint-Germain.
Le château de Saint-Germain de Confolens est un ancien château fort dont les vestiges se dressent sur la commune française de Saint-Germain-de-Confolens dans le département de la Charente, en région Nouvelle-Aquitaine.
Les ruines du château font l'objet d'une inscription aux titre des monuments historiques.

## Localisation
Le château est situé sur une assise rocheuse parallèle à la rivière sur la rive droite de la Vienne au confluent avec l'Issoire sur la commune de Saint-Germain-de-Confolens, dans le département français de Charente. La forteresse commandait le pont qui franchit la Vienne sous ses murs.

## Historique
Les premiers seigneurs de Saint-Germain connus sont Hélie en 1073 et Conis en 1087.
Les comtes de la Marche en furent possesseurs, puis la famille de Mortemart, puis par mariage les Rochechouart.
En 1498 elle est vendue à Gauthier de Pérusse des Cars et passe à ses descendants. En 1570 la forteresse est prise par les protestants puis reprise par Jean des Cars.
Elle passa ensuite, par mariage, aux d'Armentières en 1750,.
Après la Révolution, la forteresse est vendue comme bien national, démantelée, puis les ruines sont rachetées en 1900 par le curé Laffay, données à l'évêché, puis reprise par le syndicat d'initiative de Confolens.

## Description
Le château, dont les vestiges ne sont pas antérieurs au XVe siècle, est bâti au sud d'une assise rocheuse longue de 100 m et large de 40 à 60 m ; au nord se dresse la chapelle castrale.
Un donjon carré a été construit au XIIe puis au XIIIe la tour du Puits et au XVe siècle les deux grosses tours rondes à trois étages, hautes de 18 mètres et le logis. La troisième tour dite de la Cuisine comportait six étages et une quatrième tour, un châtelet d'entrée et une deuxième ligne de muraille qui a récemment été restaurée complétaient les défenses.
Les ruines consistent en deux énormes tours, reliées entre elles par un corps de bâtiment. Ces tours ont la particularité d'être rondes à l'extérieur et carrées à l'intérieur.

## Protection aux monuments historiques
Sont inscrites par arrêté du 14 mai 1925 :
- les ruines du château.

Sont inscrits par arrêté du 19 août 2016 :
- le sol des parcelles ainsi que tous les murs et vestiges constituant le site castral de Saint-Germain-de-Confolens en totalité (à l'exclusion du presbytère et ses annexes).

Vues du château
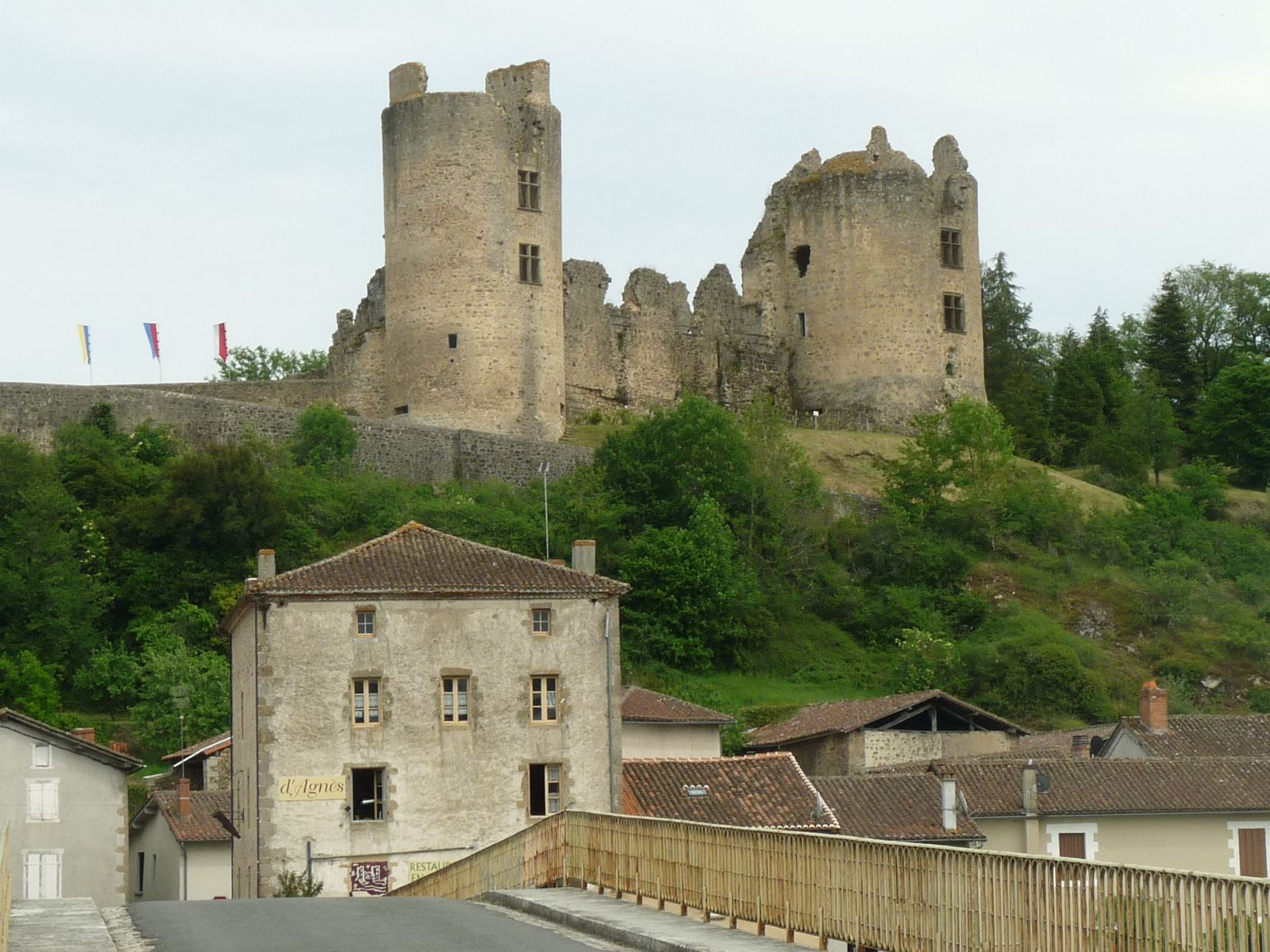
Vue depuis le pont sur la Vienne.
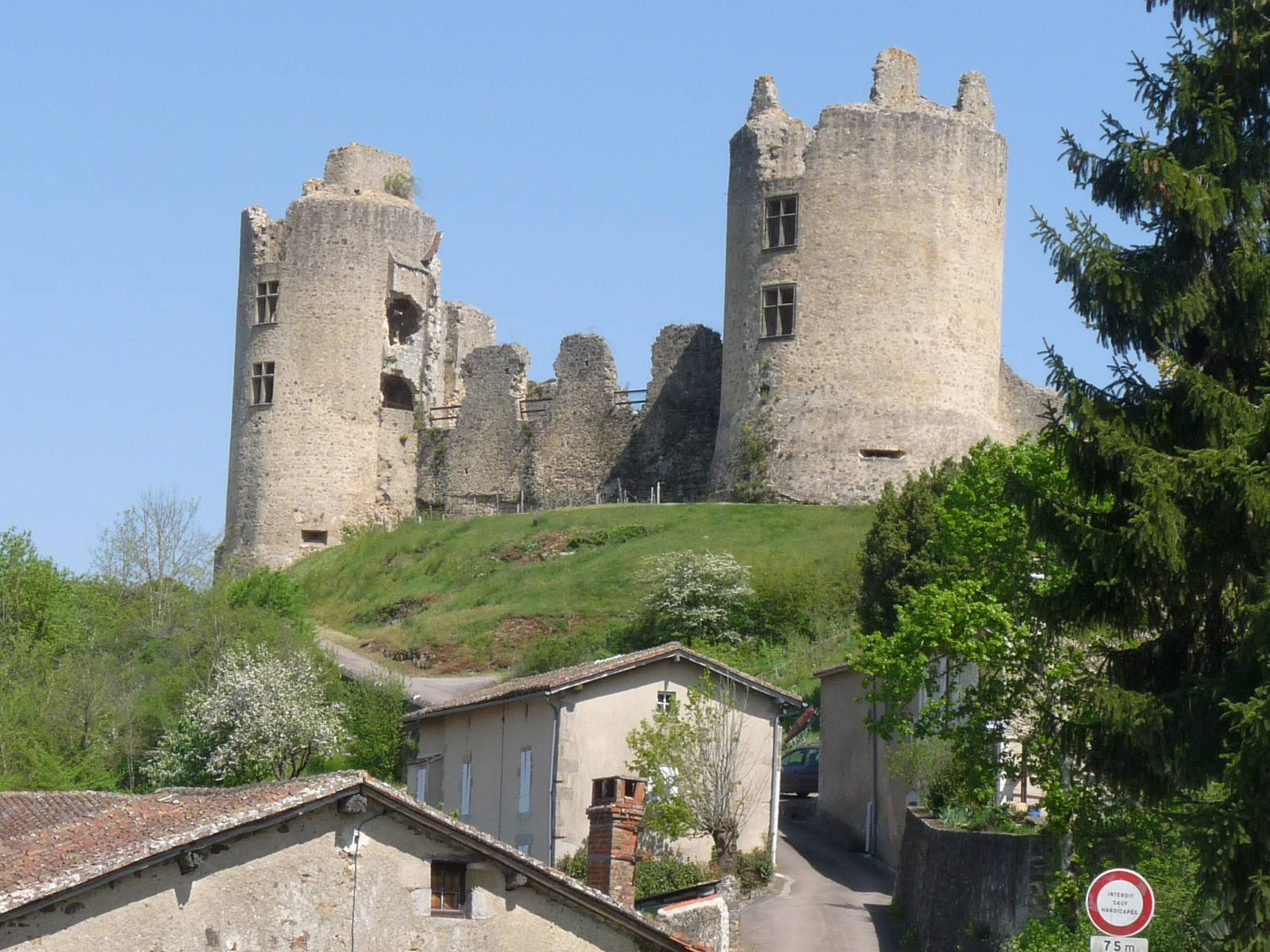
Vue depuis la route d'accès.
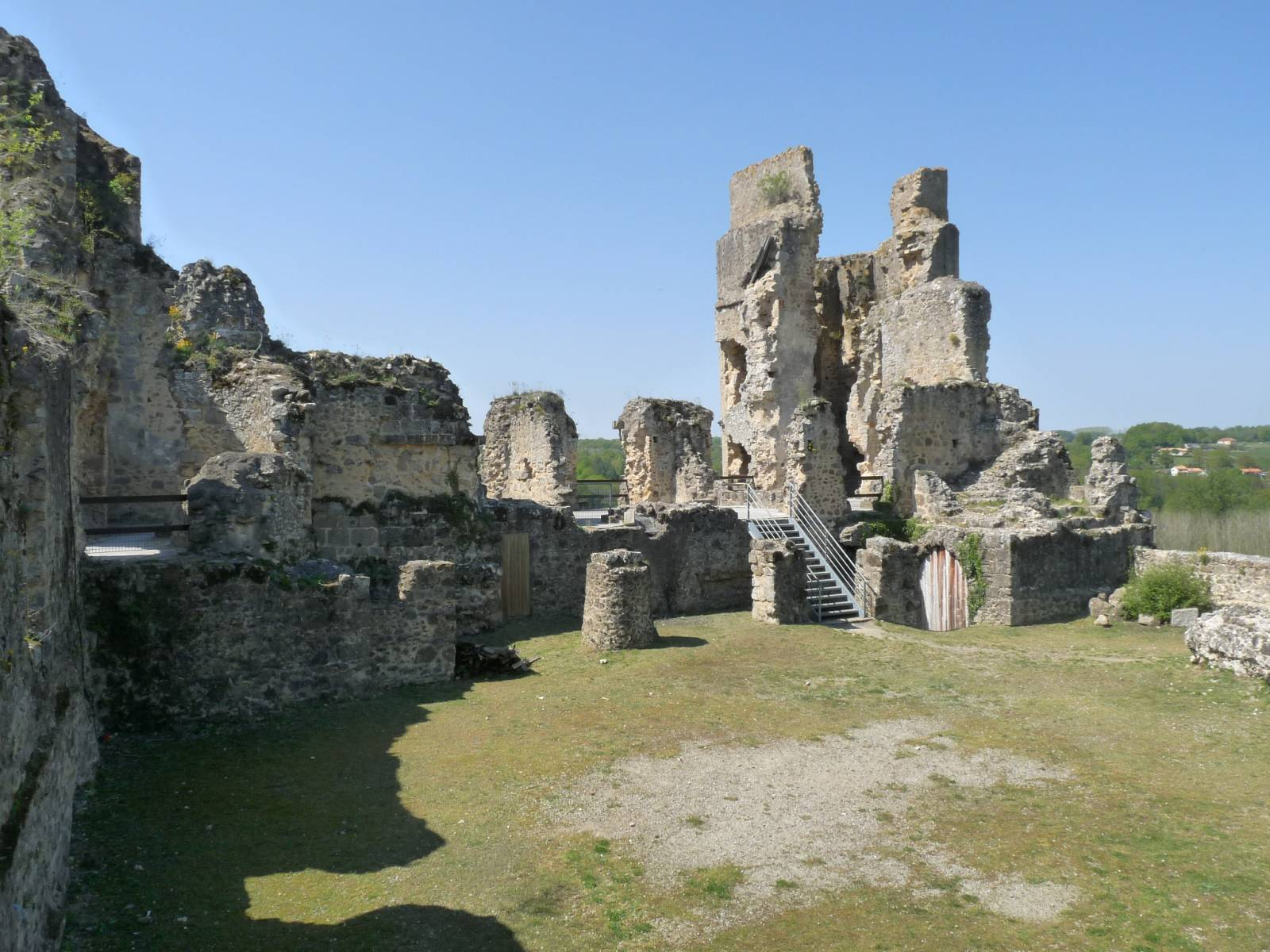
Cour intérieure et donjon.
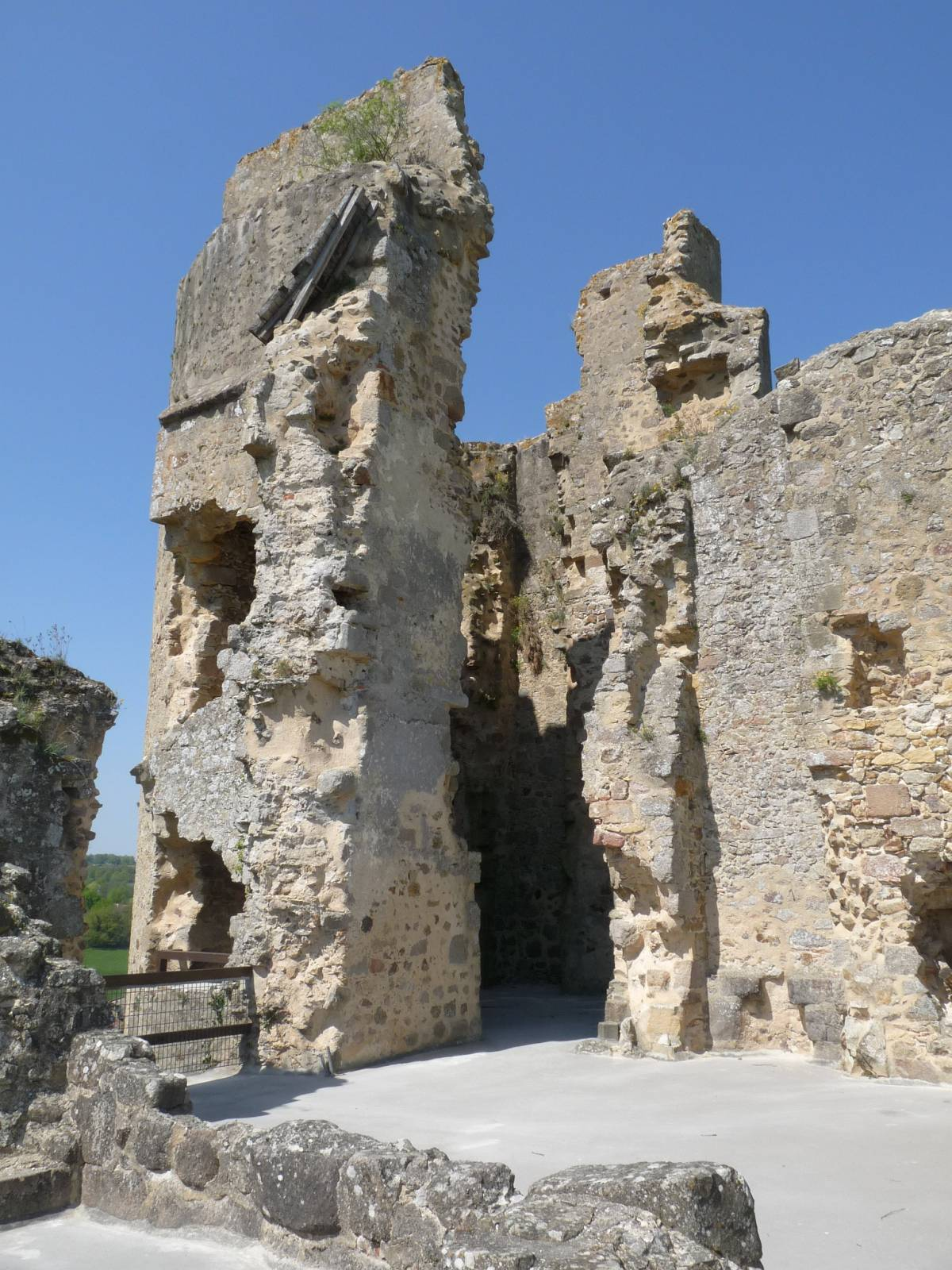
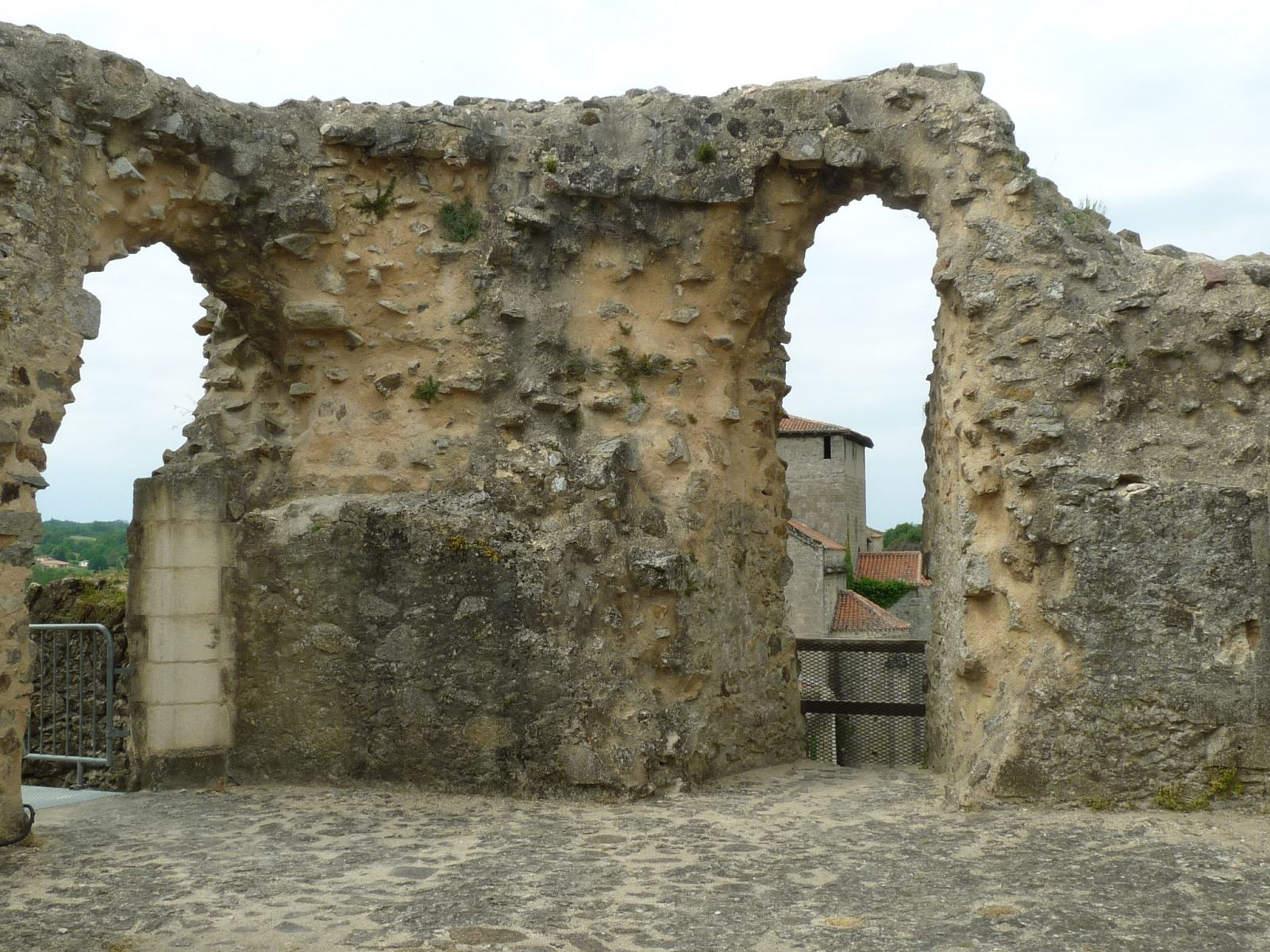
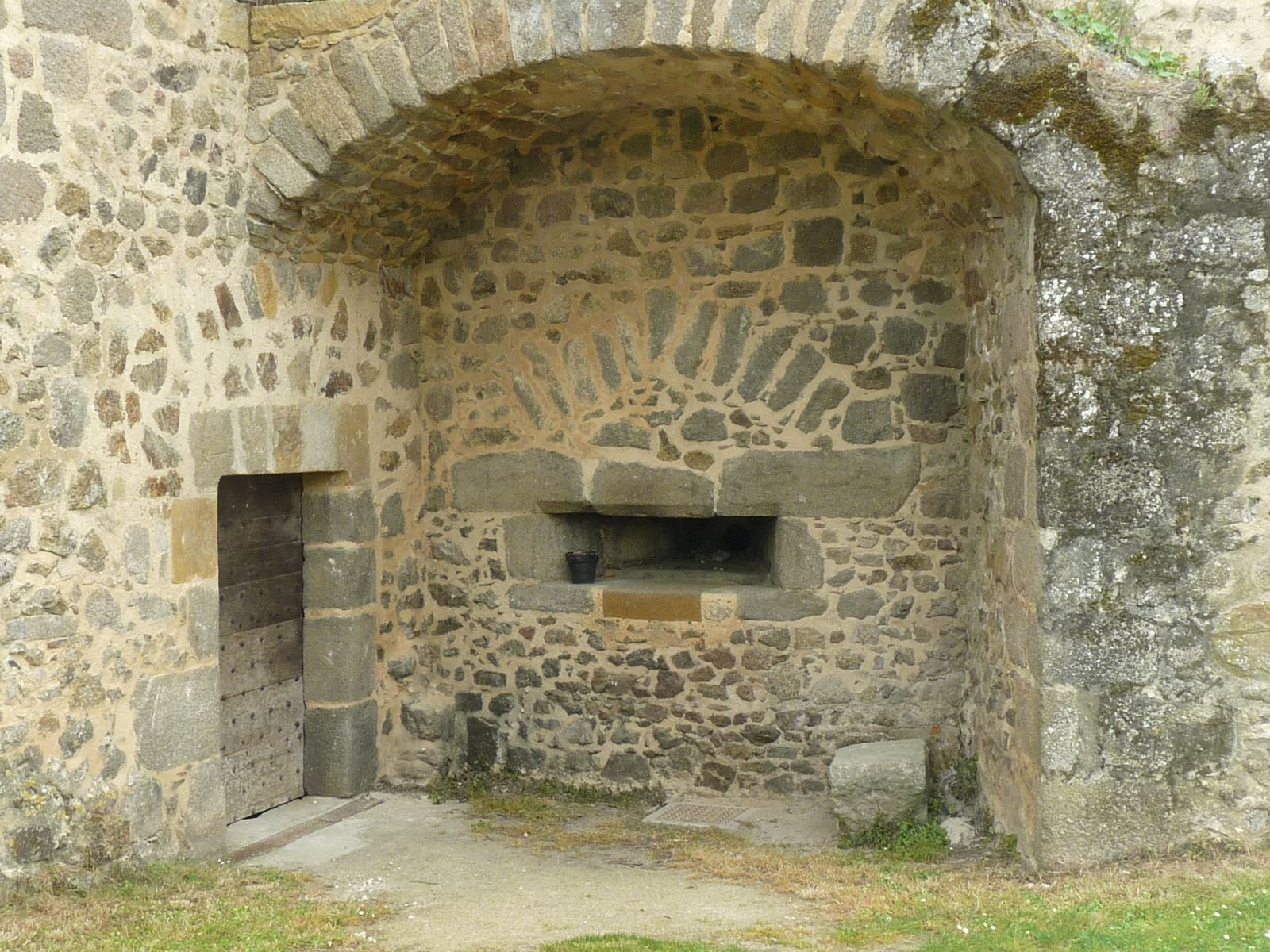
L'entrée du châtelet.
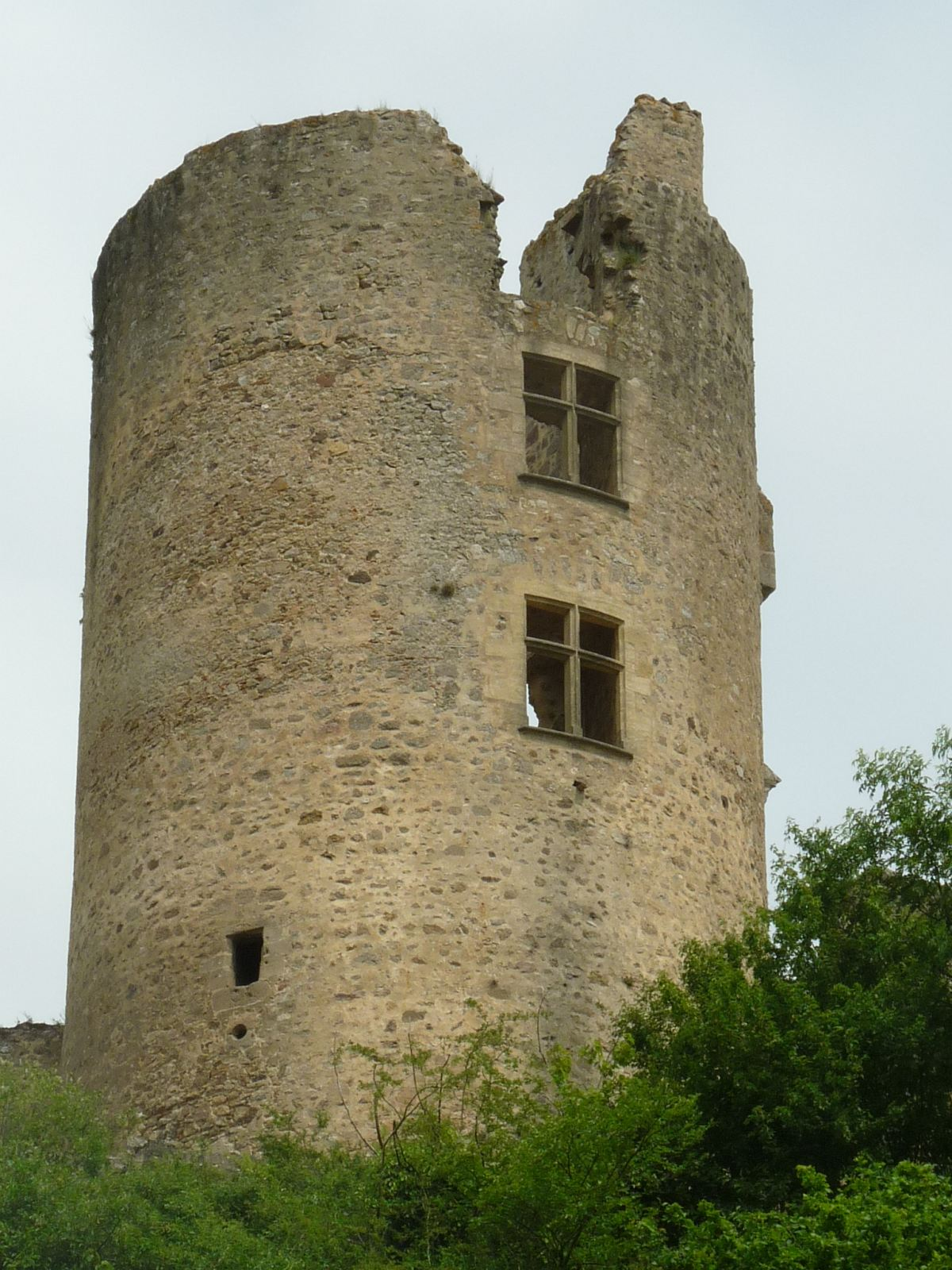
Tour de la cuisine.
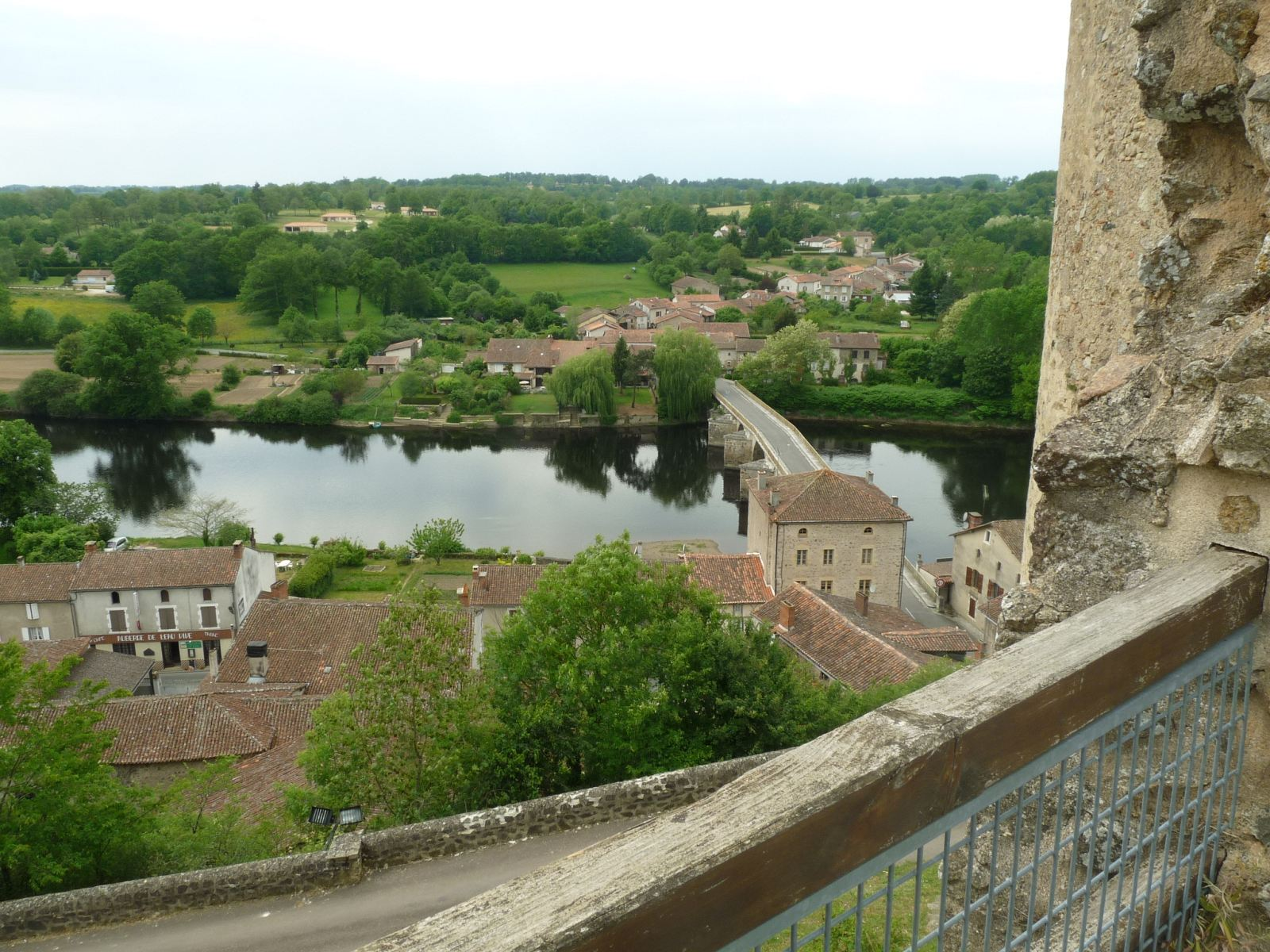
La Vienne vue du château.

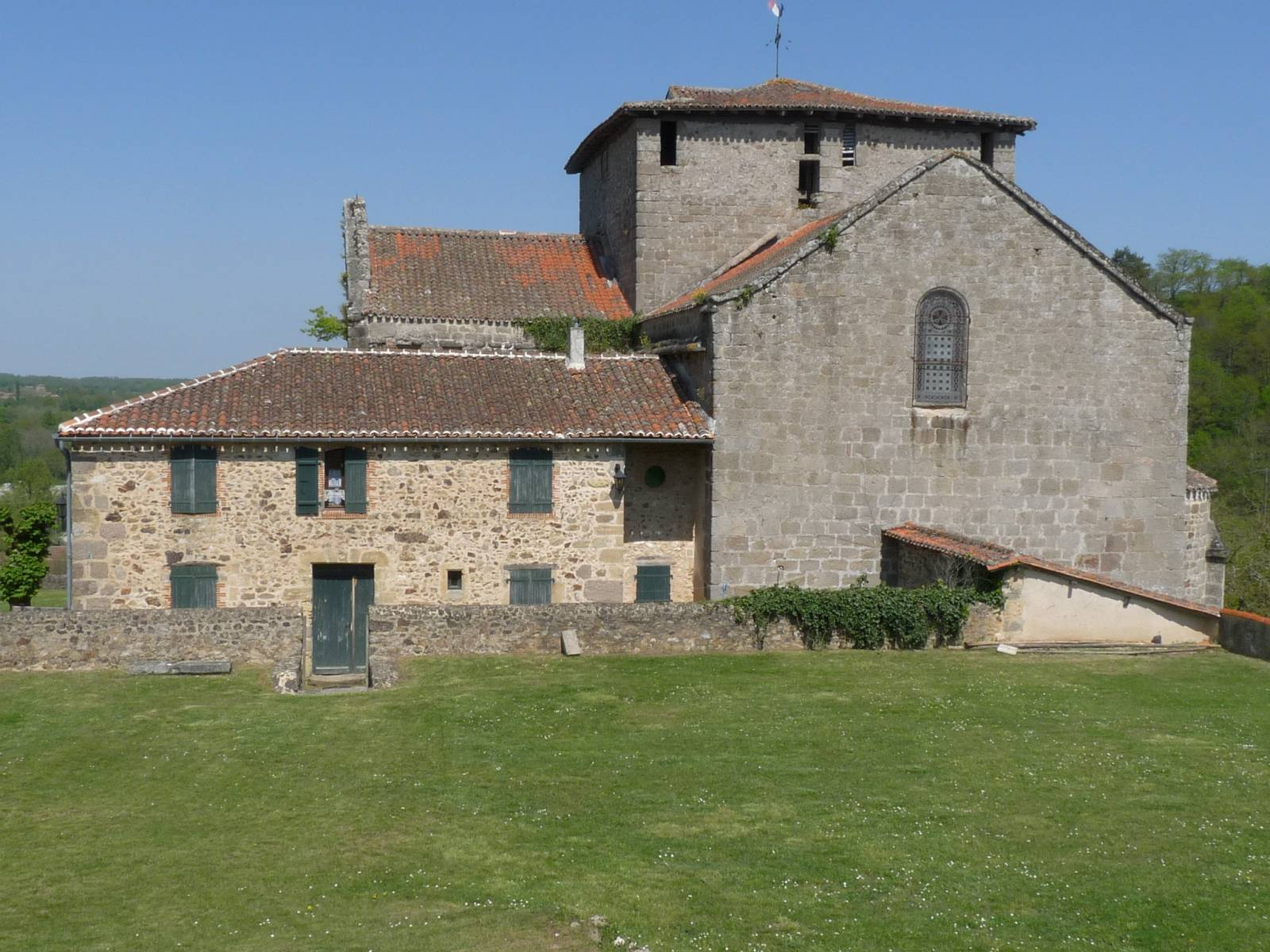
L'église vue depuis le château.

La chapelle castrale dont la forme en croix grecque est rare date du XIIe siècle et possède une crypte. Elle  est devenue l'église paroissiale Saint-Vincent. Elle a été inscrite monument historique le 24 octobre 1973.